# Eva-Maria Gradwohl
Eva-Maria Gradwohl (* 29. März 1973 als Eva-Maria Wilfing) ist eine ehemalige österreichische Langstreckenläuferin, die sich auf den Marathon spezialisiert hatte.

## Werdegang

### Radsport bis 1991
Die Steirerin betrieb in ihrer Jugend Radsport und war als 26. bei den Junioren-Weltmeisterschaften 1990 beste Österreicherin. Ein Jahr später beendete sie ihre Karriere in diesem Sport.

### Mutterschaft 1994
Sie ist Mutter eines 1994 geborenen Sohnes und lebt in Baierdorf bei Anger. 
Eva-Maria Gradwohl ist 1,68 m groß, ihr Wettkampfgewicht sind 58 kg und sie startete für den SV ADA Happy Lauf Anger. Sie wurde von Harald Bauer trainiert.

### Marathon seit 1998
1998 startete sie erstmals über die Marathondistanz und beendete den Vienna City Marathon in 3:10 h. Ein Jahr später wurde sie Dritte beim Graz-Marathon in 2:50 h. 2000 und 2001 wurde sie jeweils österreichische Vizemeisterin im 5000- und im 10.000-Meter-Lauf sowie im Halbmarathon.
2002 wurde sie österreichische Meisterin im Halbmarathon, siegte beim Wachau-Marathon auf der Halbmarathon-Strecke mit 1:14:47 h und gewann den Graz-Marathon (den sie auch in den nächsten vier Jahren gewinnen sollte) in 2:40:39 h. Im Jahr darauf holte sie die nationalen Titel über Halbmarathon und Marathon (letzteren beim Vienna City Marathon in 2:39:48 h) und stellte mit 1:13:25 h einen nationalen Rekord im Halbmarathon auf.
2004 wurde sie Vierte beim Vienna City Marathon in 2:38:04 h und österreichische Meisterin über 5000 Meter. In der darauffolgenden Saison wurde sie erneut nationale Meisterin im Halbmarathon, Zweite beim Vienna City Marathon und Neunte beim Berlin-Marathon.
2006 belegte sie beim Stockholm-Marathon den zweiten Platz. Bei ihrem fünften Gewinn des Graz-Marathon verbesserte sie nicht nur den Streckenrekord, sondern auch ihre persönliche Bestzeit auf 2:37:32 h. 
2007 siegte sie kurz nacheinander beim Linz-Marathon und beim Salzburg-Marathon, holte den nationalen Titel im Halbmarathon, schraubte als Zehnte des Berlin-Marathons ihren persönlichen Rekord auf 2:36:21 h und siegte auf der Halbmarathon-Strecke des Graz-Marathons mit Streckenrekord.

### Olympische Spiele 2008
Ihr größter Erfolg war der Sieg beim Linz-Marathon 2008 in 2:30:51 h. Damit stellte sie nicht nur einen österreichischen Rekord auf, sondern unterbot auch deutlich das Limit von 2:33 h, das der ÖLV für eine Teilnahme an den Olympischen Spielen 2008 gesetzt hatte. Beim olympischen Marathon von Peking lief sie auf dem 57. Rang ein.
2009 siegte sie erneut beim Linz-Marathon sowie in Graz beim Halbmarathon-Bewerb und gewann den Florenz-Marathon. 2010 gelang ihr ihr vierter Linz-Marathon-Sieg in Folge.
Von 2006 bis 2012 war der ehemalige Skilangläufer und Langlauftrainer Walter Mayer (* 1957) ihr Lebensgefährte. Auch ihre Schwester Monika Wilfing war in dieser Zeit im Langstreckenlauf und Triathlon aktiv.

### Dopingaffäre und Karriereende 2010
Am 29. April 2010 wurde während eines Urlaubs in Medulin (Kroatien) von NADA Austria ein Dopingtest bei ihr anberaumt, als sie gerade eine geplante Bootstour mit Freunden unternehmen wollte. 
Es kam zu einem Eklat, bei dem ihr Lebensgefährte Walter Mayer die Dopingkontrolleure beschimpfte und schließlich Gradwohl die Kontrolle trotz einer Belehrung über die Folgen verweigerte. 
Am 3. Mai wurde Gradwohl suspendiert und ein Verfahren wegen eines Verstoßes gegen die Doping-Bestimmungen eingeleitet. Gleichzeitig erklärte die Athletin ihren Rücktritt vom Leistungssport und begründete ihre Aktion mit einer Frustration über die Einengungen, denen sie in ihrem persönlichen Leben durch die Dopingüberwachung ausgesetzt sei. Walter Mayer entschuldigte sich am 6. Mai für sein Verhalten und bescheinigte den Abgesandten der NADA korrektes Verhalten, nachdem er sie zwei Tage zuvor noch als „Schweine und Arschlöcher“ bezeichnet hatte.

Im Juli 2010 sprach die NADA eine Sperrung der Athletin für zwei Jahre aus.